# 운봉중학교
운봉중학교(雲峰中學校)는 대한민국 전북특별자치도 남원시 운봉읍 동천리에 있는 공립 중학교이다.

## 학교 연혁
- 1951년 11월 10일 : 운봉중학교 개교
- 1980년 10월 30일 : 21학급 인가
- 2023년 3월 1일 : 제24대 김대경 교장 취임
- 2023년 12월 29일 : 제72회 졸업식 (총 졸업생 수 9,045명)

## 참고 자료
- 운봉중학교 - 한국교육학술정보원 학교알리미